# Иеремия (Ференс)
Архиепископ Иеремия (порт. Arcebispo Jeremias; в миру Елизеу Ференс, порт. Eliseu Ferens; 29 декабря 1962, Папандува, штат Санта-Катарина, Бразилия) — епископ Константинопольской православной церкви, архиепископ Аспендский, управляющий приходами Украинской Православной Церкви Америки в Южной Америке.

## Биография
Родился 29 декабря 1962 году в городе Папандува, штат Санта-Катарина в семье бразильца грекокатолического вероисповедания Антонио Ференса и украинки Терезы Крохмальной, эмигрантки из Галиции. Получил начальное и среднее образование в Паране, где также изучал философию, будучи членом грекокатолического ордена василиан.
В 1985 году присоединился к неканонической «Украинской Православной Церкви США и Рассеяния» и в том же году направлен в США, где поступил в духовную семинарию Святой Софии в Саут-Баунд-Бруке, штат Нью-Джерси, в которой изучал философию и богословие.
25 октября 1988 года принял монашество с именем Иеремия, а 30 ноября того же года был поставлен во иеродиакона.
29 января 1989 года в Нью-Йоркском Владимирском соборе предстоятелем неканонической УПЦ в США и рассеяния Мстиславом (Скрыпником) был рукоположён в сан иеромонаха. В том же году окончил семинарию.
По возвращении в Бразилию был определён клириком собора святого Димитрия и прихода Михаила Архангела в Куритибе, а также общины Владимира Великого в Папандуве.
На VI Соборе «Украинской Православной Церкви США и Рассеяния», прошедшем в Куритибе в 1993 году, был избран и 19 сентября того года поставлен во епископа с титулом «епископ Куритибский и Южно-Американский». Хиротонию совершили митрополит Константин (Баган), архиепископ Антоний (Щерба) и епископ Паисий (Иващук).
По принятии Украинской Православной Церкви США и Рассеяния под омофор Константинопольского патриарха, Иеремия (Ференс) 12 марта 1995 года был перерукоположён, получив по решению Священного Синода Константинопольского Патриархата титул епископа Аспендского. За ним было оставлено окормление украинских приходов в Южной Америке и он продолжал проживать в Куритибе.
За время своего архипастырства в Южной Америке окормлял приходы в Бразилии, Парагвае и Аргентине. Создал духовную семинарию Крилла и Мефодия, которая открылась в Куритибе 24 февраля 2002 года; основал Православный миссионерский институт (IOM); рукоположил пять пресвитеров и одного диакона; для удержания молодёжи в приходах взялся за перевод богослужений на португальский и за переложение литургической музыки.
В 2008 году был возведён в сан архиепископа.